# 沪杭甬客运专线
沪杭甬客运专线，是中国两条高速铁路客运专线的共同称谓，由沪昆客运专线（沪杭段）和杭深线（杭甬段）两条铁路构成，该提法多出现在长三角的地区会议中，并非正式的铁路名称。

## 沪杭段
沪杭甬客运专线沪杭段又称沪杭高铁（沪杭客运专线）。根據铁道第四勘察设计院于2008年11月发布的资料，沪杭段由上海虹桥站至杭州杭州东站，中途設松江南、金山北、嘉兴南、桐乡、海宁西、余杭南等站。线路全长153.72千米，投资总额估算為255亿元人民幣。
2009年2月19日，铁道部落实建设方案，全线设置虹桥站、松江南站、金山北站、嘉善南站、嘉兴南站、桐乡站、海宁西站、余杭南站和杭州东站共9个站点，此外在春申三角区和杭州东站枢纽附近分别引出联络线至上海南站和杭州站。
2009年2月26日在上海金山枫泾镇正式奠基，根据报道，沪杭段设计时速350公里，2010年上海世博会开幕前建成运营。但2010年5月1日世博会开幕时，该客运专线仍未能开通，另据报道，可能在世博会闭幕前通车。预测运量至2020年為136对/日，2030年為182对/日。
2009年11月18日，杭州市余杭区附近在建的沪杭客运专线海杭特大桥桥墩模板突然倒塌，造成1人死亡，5人受伤。
2010年1月21日，沪杭客运专线嘉兴大桥段工地发生脚手架倒塌事故，造成1人死亡，2人受伤。
2010年10月22日，沪杭高铁开始预售26日高速动车车票。上海站到杭州一等座156元，二等座98元。上海虹桥站到杭州站一等座131元，二等座82元.高铁开通后，上海到杭州直達車只需四十五分鐘。
2010年10月26日，沪杭高铁正式运营。

## 杭甬段
沪杭甬客运专线杭甬段又称为杭甬客运专线。根據铁道第四勘察设计院于2007年8月发布的资料，杭甬段由杭州杭州东站至寧波宁波站，中途設萧山、绍兴北、上虞北、余姚北、庄桥等站。线路全长152.039千米，其中新建正线长144.709千米、既有线7.33千米。铁路建成后，预计时速350千米每小时，寧波到杭州只要26分鐘，到上海約1小時。预测运量至2015年、2020年及2030年分别為78对/日、103对/日及154对/日。
2009年3月19日，杭甬段率先在宁波开始动工。4月2日，节点工程长达6公里的余姚大山脑隧道开挖，预24个月完工。11月26日，杭甬客专余慈站开工建设。12月19日，上虞段完成全线首榀900吨梁箱架设任务。12月30日，杭甬客专重要配套工程，铁路宁波枢纽工程开工。2010年1月20日，长509米的道墟隧道贯通。
杭甬客运专线于2013年7月1日通车。